# 草野駅 (兵庫県)

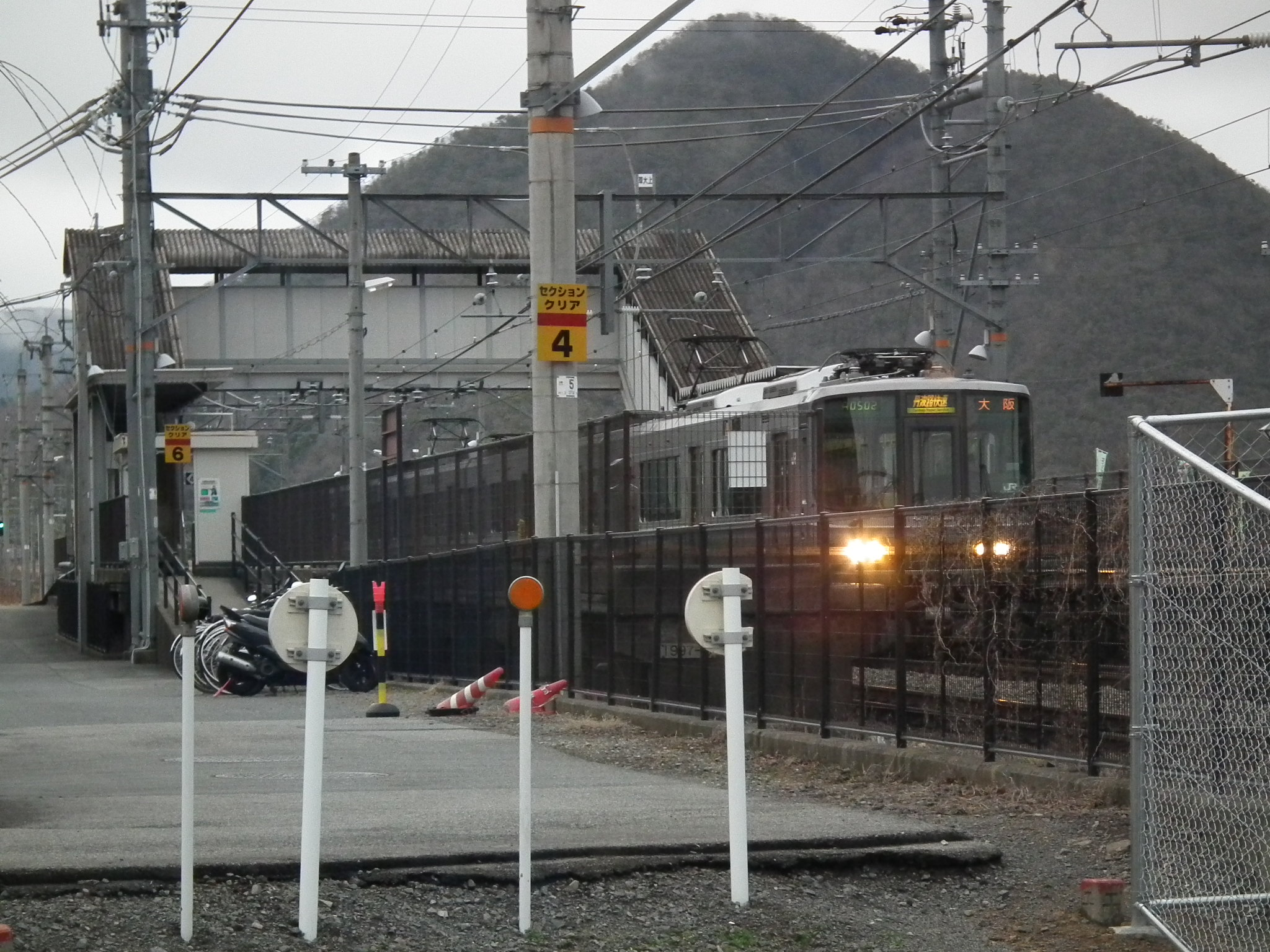
南西側から見る草野駅

草野駅（くさのえき）は、兵庫県丹波篠山市草野字横道ノ坪にある、西日本旅客鉄道（JR西日本）福知山線の駅である。駅番号はJR-G66。
アーバンネットワークおよび「JR宝塚線」の愛称区間に含まれている。

## 歴史
- 1958年（昭和33年）3月27日：日本国有鉄道福知山線の藍本駅 - 古市駅間に新設開業[1][2]。建設費全額を地元が負担する請願駅である[1]。
- 1987年（昭和62年）4月1日：国鉄分割民営化により、西日本旅客鉄道（JR西日本）の駅となる[2]。
- 1988年（昭和63年）3月13日：路線愛称の制定により、「JR宝塚線」の愛称を使用開始。
- 1992年（平成4年）4月1日：篠山口鉄道部発足により、その管轄となる。
- 1997年（平成9年）3月8日：複線化に伴い、1面1線を2面2線に拡張。
- 1999年（平成10年）1月22日：自動改札機を設置し、供用開始[3]。
- 2003年（平成15年）11月1日：ICカード「ICOCA」の利用が可能となる。簡易型自動改札機で対応。
- 2009年（平成21年）6月1日：篠山口鉄道部廃止に伴い福知山支社直轄に戻され、篠山口駅の被管理駅となる。
- 2018年（平成30年）3月17日：当駅に駅ナンバリング「JR-G66」が導入され、使用を開始。
- 2022年（令和4年）10月1日：組織改正により、全線が近畿統括本部福知山管理部の管轄になり、福知山駅の被管理駅となる。

## 駅構造
2面2線の相対式ホームを持つ地上駅になっている。分岐器や絶対信号機を持たないため、停留所に分類される。2番のりば側の出入口にはロータリーが整備されており、これとは別に1番のりば側にも出入口がある。ホーム間の移動には跨線橋を使う。
1997年（平成9年）3月8日の複線化まで、ホームは単式1面1線のみで行き違いができなかった。このため、普通列車の一部も当駅を通過していた（二駅北隣の南矢代駅も同様）。
福知山駅が管理する無人駅だが、ICOCA（および相互利用対象のICカード）が利用可能で、高額紙幣やオレンジカードが使えない簡易型自動券売機および自動改札機（集札機能のない簡易型）が設置されている。
トイレは駅前に自治体管理で他目的トイレ併設のものが設置されている。

### のりば
| のりば | 路線     | 方向 | 行先               |
| ------ | -------- | ---- | ------------------ |
| 1      | JR宝塚線 | 下り | 篠山口・福知山方面 |
| 2      | JR宝塚線 | 上り | 三田・宝塚方面     |

- 上表の路線名は旅客案内上の名称（愛称）で表記している。

## ダイヤ
日中は1時間あたり2本が停車する。朝晩は本数が1時間あたり3〜5本となり、JR東西線経由の電車もある。

## 利用状況
「兵庫県統計書」によると、2016年（平成28年）度の1日平均乗車人員は239人である。
近年の1日平均乗車人員は以下の通りである。
| 年度   | 1日平均 乗車人員 |
| ------ | ---------------- |
| 1995年 | 91               |
| 1996年 | 94               |
| 1997年 | 111              |
| 1998年 | 130              |
| 1999年 | 163              |
| 2000年 | 176              |
| 2001年 | 186              |
| 2002年 | 183              |
| 2003年 | 191              |
| 2004年 | 183              |
| 2005年 | 192              |
| 2006年 | 186              |
| 2007年 | 195              |
| 2008年 | 215              |
| 2009年 | 247              |
| 2010年 | 260              |
| 2011年 | 254              |
| 2012年 | 263              |
| 2013年 | 260              |
| 2014年 | 234              |
| 2015年 | 236              |
| 2016年 | 239              |

## 駅周辺
田園地帯で、所々に住宅が点在している。
- 草野公民館
- 国道176号[1]
- 舞鶴若狭自動車道

### バス路線
周辺をウイング神姫（旧神姫グリーンバス）および同社篠山営業所が運行業務を受託する丹波篠山市コミバスハートランが運行しており、前者は南東の国道176号沿い、後者は東口のロータリーに乗り入れている。
- ウイング神姫（「草野」バス停）
  - 篠山口駅 / 藍本駅
- コミバスハートラン（「草野駅」バス停）
  - Cルート：杉 / 黒石上 ※平日日中に運行

## 隣の駅
西日本旅客鉄道（JR西日本）
 JR宝塚線（福知山線）
■ 丹波路快速・■ 快速・■ 区間快速・■ 普通
藍本駅 (JR-G65) - 草野駅 (JR-G66) - 古市駅 (JR-G67)